# Тиснява на горі Мерон

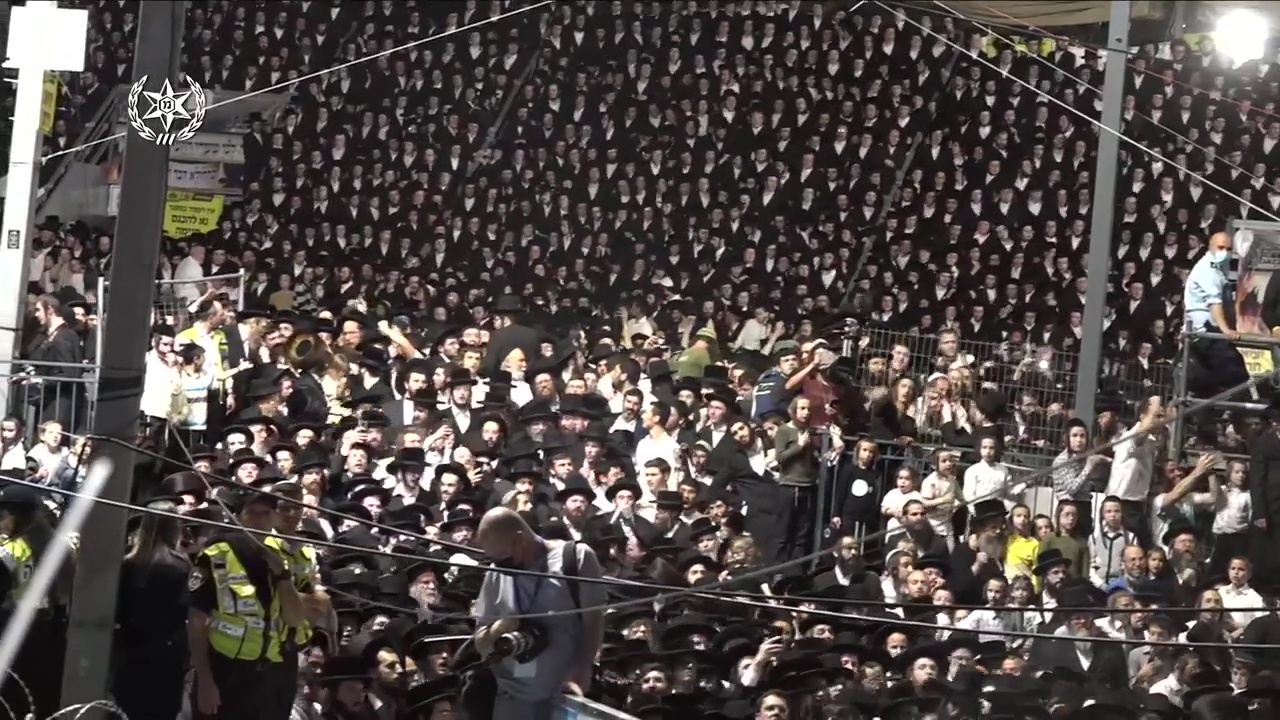
Натовп на Мероні коло могили раввина Шимона Бар Йохая, квітень 2021 р.

Тиснява на горі Меро́н у Галілеї — трагедія, що сталася на горі Мерон в регіоні Галілея, в Ізраїлі, 30 квітня 2021 року (коло першої ночі) під час щорічного паломництва на горі Мерон, під час єврейського свята Лаг ба-Омер. Внаслідок тисняви загинуло принаймні 45 осіб та більше сотні були поранені.

## Передісторія
У 2020 році влада Ізраїлю обмежила паломництво у зв'язку з початком пандемії COVID-19. У 2021 році Кабінет міністрів все ж дозволив паломництво на горі Мерон, обмеживши, з урахуванням пандемії, число учасників церемонії тисячею людей, що стало підсумком домовленостей офіційних кіл з релігійними (в тому числі в частині вакцинації учасників). Це паломництво стало найбільш велелюдною подією в Ізраїлі з початку пандемії.

## Тиснява
За свідченнями очевидців, захід проходив в огородженій місцевості, описаній як «надмірно обмежена». Близько опівночі деякі учасники почали ковзати й падати на кам'яні сходи біля вузького коридору з металевою ущільненою поверхнею, а інші падали на них через сильну переповненість. Коли натовп рушив до воріт, почалася тиснява. За словами одного зі свідків, охорона перекрила прохід і не дозволила людям вийти. Коли люди почали непритомніти від величезної переповненості, поліція нарешті відчинила ворота, щоб пропустити людей. Придушення відбулося, коли велика кількість людей намагалася вийти одночасно вузьким проходом. Мокрі та слизькі металеві сходи також змушували людей падати один на одного. В результаті тисняви загинуло 45 людей, ще щонайменше 150 отримали поранення.
Коли медики намагалися дістати постраждалих, колишній головний ізраїльський рабин Ізраїль Меїр Лау залишався на сцені, будучи спокійним та читаючи псалми для постраждалих. Трьомстам «швидким» було заборонено в'їзд на місце через заблоковані під'їзні шляхи. Для евакуації постраждалих були здійснені зальоти шести вертольотів. Служба мобільного зв'язку зазнала аварії через кількість людей, які намагалися зв’язатися зі своїми сім’ями.

## Наслідки
Справа тисняви розслідується. Ізраїльська поліція заявила, що «давку» неможливо передбачити, і що місце перевіряється на предмет структурних недоліків, але сценарій, коли люди ковзають по сходах, був поза контролем поліції. Командир поліції Півночі Шимон Лаві заявив, що несе повну відповідальність. Поліція опублікувала заяву про те, що прохід дозволений усіма органами влади та що вони зрозуміли, що подія буде надзвичайно великою.
Ця катастрофа стала одним з найбільш смертельних цивільних лих, що сталися в історії Ізраїлю, перевершивши лісову пожежу на горі Кармель 2010 року, в результаті якої загинуло 44 людини. Прем'єр-міністр Бенджамін Нетаньяху назвав це «великою трагедією» і заявив, що всі моляться за жертви. Нетаньяху оголосив 2 травня 2021 року національним днем жалоби. Кілька культурних заходів було скасовано. Президент Реувен Рівлін висловив свої співчуття жертвам. Ізраїльська поліція заявляє, що встановила тіла 32 людей, загиблих у тисняві, 13 з яких ще не встановлені.
На міжнародному рівні співчуття висловили чиновники з Аргентини, Бахрейну, Європейського Союзу, Франції, Німеччини, Іспанії, Туреччини, Великої Британії та США.